# Souleymane Diawara
Pour les articles homonymes, voir Diawara.
Souleymane Diawara, né le 24 décembre 1978 à Gabou (Sénégal), est un ancien footballeur international sénégalais qui évoluait au poste de défenseur.
Formé au Havre AC, il évolue ensuite au FC Sochaux-Montbéliard avec qui il remporte la Coupe de la Ligue en 2004. Après un passage au Charlton Athletic, il rejoint les Girondins de Bordeaux et remporte avec ce club le championnat de France en 2009 et de nouveau la  Coupe de la Ligue. Il signe ensuite à l'Olympique de Marseille où il gagne le championnat en 2010 et deux coupes de la Ligue en 2010 et 2011. Avec cinq coupes de la Ligue remportées avec trois clubs différents dont trois avec l'Olympique de Marseille, il est l'un des joueurs ayant connu le plus de victoires dans cette compétition.
Il compte 48 sélections en équipe nationale et dispute quatre éditions de la Coupe d'Afrique des nations dont il termine quatrième en 2006.
Il est le frère cadet de Djibril Diawara, également footballeur entre 1993 et 2002.

## Biographie

### Début de carrière au Havre AC (1998-2003)
Souleymane Diawara commence sa carrière professionnelle au Havre AC d'abord deux saisons en Ligue 1 avant que le club soit relégué. Il joue son premier match au Havre le 25 avril 1999, en Ligue 1 en remplaçant Mamar Mamouni au Parc des Princes lors d'une défaite de son équipe 3-0 face au PSG. Il prend part à trois rencontres lors de sa première saison professionnelle.
Le 24 octobre 1999, il est expulsé face au FC Metz lors de la 12e journée de Ligue 1. Il participe à vingt-six rencontres toutes compétitions confondues mais le club termine à l'avant-dernière place du championnat et se retrouve relégué en seconde division.
Pour sa première saison en deuxième division, il joue peu et le club termine à la septième place du championnat. La saison suivante, il marque son premier but pro en Ligue 2 face à  LB Châteauroux le 23 janvier 2002. Le club termine à la quatrième place et est promu dans l'élite du fait du passage à vingt équipes du championnat. 
Il marque son premier but en Ligue 1 lors de la suivante face aux Girondins de Bordeaux la 4 décembre 2002. Au terme de la saison, il s'engage en faveur du FC Sochaux.

### FC Sochaux (2003-2006) puis Charlton Athletic (2006-2007)
Il entre en jeu dès la première journée de Ligue 1 face au FC Nantes en remplaçant Philippe Raschke. Lors de la troisième journée, il marque son premier but dans son nouveau club face au Stade rennais. Lors de la saison 2003-2004, Diawara s'offre le premier titre de sa carrière en remportant la Coupe de la Ligue aux tirs au but face au FC Nantes et joue ses premiers matchs européens en Coupe UEFA et atteint les seizièmes de finale en éliminant notamment le Borussia Dortmund.
Après une cinquième place lors de sa première saison dans le club franc-comtois, il participe de nouveau à la Coupe UEFA et atteint de nouveau les seizième de finale après avoir terminé à la seconde place de son groupe lors de la phase de poule derrière Newcastle United et devant le Sporting Portugal.
Il joue une troisième saison dans le club sochalien puis en 2006, après avoir joué les trois premières journées de Ligue 1, il est transféré à Charlton Athletic pour un montant estimé à 5,5 millions d'euros.

### Girondins de Bordeaux (2007-2009)
L'année suivante, il est recruté par les Girondins de Bordeaux pour environ 4 millions d'euros pour consolider la défense centrale auprès de Marc Planus. Il est titulaire pour la première fois lors de la troisième journée face au Mans FC.
Le 2 août 2008, il remporte le Trophée des champions face à l'Olympique lyonnais à la suite d'une séance de tirs au but. Il joue pour la première fois la Ligue des champions. Élément clé de la formation bordelaise entraînée par Laurent Blanc, Diawara devient champion de France en 2009. Il remporte également Coupe de la Ligue contre le Vannes OC cette même saison, après avoir marqué un but face au Paris Saint-Germain lors de la demi-finale où, lancé en profondeur par Abdou Traoré, il fait face à Mickaël Landreau sorti de ses cages et ajuste un lob sans contrôle qui finit au fond des filets.

### Olympique de Marseille (2009-2014)
Le 2 juillet 2009, il signe un contrat de quatre ans en faveur de l'Olympique de Marseille pour 6,5 millions d'euros. Le 8 août, il participe à son premier match sous ses nouvelles couleurs contre Grenoble Foot en tant que titulaire lors d'une victoire deux buts à zéro. Le 19 septembre suivant, il marque son premier but sous le maillot phocéen face au Montpellier HSC lors d'une victoire quatre buts à deux. Le 27 mars 2010, il inscrit à la 61e minute de jeu, d'une tête puissante, le premier des trois buts olympiens lors de la finale de la Coupe de la Ligue face au Girondins de Bordeaux, son ancien club. Cette même année il est champion de France avec l'OM puis vainqueur du Trophée des champions après une séance de tirs au but face à l'ennemi juré du Paris Saint-Germain.
Le 23 avril 2011, l'OM remporte pour la seconde année consécutive la Coupe de la Ligue. Souleymane Diawara devient de ce fait le recordman de victoires dans cette compétition avec quatre trophées. Il est également vice-champion de France et remporte cette même saison son troisième Trophée des champions lors d'un match fou remporté cinq buts à quatre face aux Lille OSC. 
En novembre 2011, il prolonge son contrat d'un an avec le club marseillais. Le 24 mars 2012, Diawara est victime d'une grave entorse du genou droit avec rupture du ligament croisé antérieur lors du match comptant pour la 29e journée de Ligue 1 face à l'OGC Nice. Cette blessure met fin à la saison du joueur sénégalais qu'on annonce éloigné des terrains pour six mois minimum.
Il fait son retour sur les terrains le 8 novembre 2012 en étant titularisé à l'occasion de la rencontre de Ligue Europa face au Borussia Mönchengladbach, mais cette blessure continue à le handicaper pour le reste de la saison.  Le club est de nouveau vice-champion de France.
Le 4 mai 2014, il marque son premier but de la saison en ouvrant le score face à l'Olympique lyonnais, lors d'une victoire quatre buts à deux. Le club termine à la sixième place du championnat. Après cinq saisons dans le club marseillais, les dirigeants décident de retirer son numéro 21 et de ne plus l'attribuer à aucun joueur en récompense de ses loyaux services et de ses performances.

#### Hall of fame de l'OM
Comme cela peut se voir en NBA, l'Olympique de Marseille inaugure son Hall of Fame le 17 mai 2014 sur l'initiative du président Vincent Labrune. Le premier joueur à l'intégrer est le défenseur sénégalais Souleymane Diawara qui reçoit un hommage au stade Vélodrome lors de son dernier match avec le club et ainsi, le numéro 21 qu'il a porté durant ses cinq saisons à l'OM de 2009 à 2014 ne sera plus jamais attribué à un autre joueur. Le président Vincent Labrune explique son choix en soulignant que le joueur est notamment lié à l'obtention du titre de champion de France 2010 et, plus globalement, qu'il a fait partie de la période la plus faste de l'ère Louis-Dreyfus lorsque l'OM a gagné six trophées entre 2010 et 2012. Si Basile Boli exprime un avis positif en déclarant que «Souley a quand même beaucoup fait pour l’OM», l'ensemble des réactions à cette distinction tendent vers le négatif. D'anciens joueurs comme Bernard Bosquier, Éric Di Meco, Christophe Dugarry ou Bernard Pardo ont pour principal argument que Souleymane Diawara n’apparaît pas comme une légende du club et qu'il bénéficie d'un honneur que d'autres joueurs plus emblématiques n'ont pas eu. Concernant cet argument, Vincent Labrune explique qu'il souhaite uniquement distinguer les joueurs du moment et « qu'en faire de même avec les anciens n'est pas de son ressort». Finalement, après la vente du club, le nouveau propriétaire Franck McCourt met fin à l'hommage en laissant Patrice Évra prendre le numéro 21 en janvier 2017. 
Le 8 novembre 2019, il déclare dans l'émission 100% Ligue 1 que « Vincent Labrune voulait utiliser ce geste pour le faire prolonger » , et qu'il n'en « avait rien à foutre »  de ce maillot.  

### OGC Nice (2014-2015)
Le 5 août 2014, libre de tout contrat depuis son départ de l'Olympique de Marseille, il rejoint l'OGC Nice. Il rentre en jeu pour la première fois lors de la troisième journée où il retrouve son ancien club les Girondins de Bordeaux. Il prend part à quinze rencontres avant d'être écarté du groupe à la suite de problèmes judiciaires. Le 10 avril 2015, il est écroué à la prison des Baumettes à Marseille pour avoir tenté de se faire justice lui-même à la suite d'une affaire d'escroquerie dont il a été victime avant d'être remis en liberté trois mois plus tard.
Le 30 juin et en fin de contrat avec le club azuréen, Souleymane n'est pas conservé par le club.
Le 10 septembre 2015, il annonce qu'il a décidé de mettre un terme à sa carrière de footballeur.

### Sélection
Le 19 novembre 2002, il fait ses débuts avec la sélection sénégalaise contre l'Afrique du Sud en match amical (1-1).
Il participe quatre fois à la CAN lors de sa carrière en 2004, 2006, 2008 et 2012 mais jamais à la coupe du monde du fait que le Sénégal n'arrive plus à s'y qualifier. En 2006, il atteint la demi-finale de la CAN et joue l'intégralité de la rencontre face à l'Égypte.
Le 25 février 2012, dix ans après son premier match en sélection, il avoue s'interroger sur une possible retraite internationale. Sans annoncer officiellement sa retraite, il ne retrouve cependant pas la sélection par la suite. Il dispute son dernier match face à la Libye le 29 janvier précédent lors de la CAN 2012.

## Statistiques
| Saison                | Club                   | Championnat           | Championnat | Championnat | Coupe nationale | Coupe nationale | Coupe de la Ligue | Coupe de la Ligue | Supercoupe | Supercoupe | Compétition(s) continentale(s) | Compétition(s) continentale(s) | Compétition(s) continentale(s) | Sénégal | Sénégal | Total | Total |
| Saison                | Club                   | Division              | M.          | B.          | M.              | B.              | M.                | B.                | M.         | B.         | Comp.                          | M.                             | B.                             | M.      | B.      | M.    | B.    |
| 1998-1999             | Le Havre AC            | Ligue 1               | 3           | 0           | -               | -               | -                 | -                 | -          | -          | -                              | -                              | -                              | -       | -       | 3     | 0     |
| 1999-2000             | Le Havre AC            | Ligue 1               | 25          | 0           | 1               | 0               | -                 | -                 | -          | -          | -                              | -                              | -                              | -       | -       | 26    | 0     |
| 2000-2001             | Le Havre AC            | Ligue 2               | 14          | 0           | -               | -               | 2                 | 0                 | -          | -          | -                              | -                              | -                              | -       | -       | 16    | 0     |
| 2001-2002             | Le Havre AC            | Ligue 2               | 30          | 1           | 1               | 0               | 3                 | 0                 | -          | -          | -                              | -                              | -                              | -       | -       | 34    | 1     |
| 2002-2003             | Le Havre AC            | Ligue 1               | 32          | 1           | 1               | 0               | 1                 | 0                 | -          | -          | -                              | -                              | -                              | 5       | 0       | 39    | 1     |
| 2003-2004             | FC Sochaux-Montbéliard | Ligue 1               | 29          | 2           | 1               | 0               | 3                 | 0                 | -          | -          | C3                             | 6                              | 1                              | 7       | 0       | 46    | 3     |
| 2004-2005             | FC Sochaux-Montbéliard | Ligue 1               | 29          | 1           | 2               | 0               | 2                 | 0                 | -          | -          | C3                             | 8                              | 0                              | 7       | 0       | 48    | 1     |
| 2005-2006             | FC Sochaux-Montbéliard | Ligue 1               | 23          | 1           | 1               | 0               | -                 | -                 | -          | -          | -                              | -                              | -                              | 9       | 0       | 33    | 1     |
| 2006-2007             | FC Sochaux-Montbéliard | Ligue 1               | 3           | 0           | -               | -               | -                 | -                 | -          | -          | -                              | -                              | -                              | -       | -       | 3     | 0     |
| 2006-2007             | Charlton Athletic      | Premier League        | 23          | 0           | 1               | 0               | 2                 | 0                 | -          | -          | -                              | -                              | -                              | -       | -       | 26    | 0     |
| 2007-2008             | Girondins de Bordeaux  | Ligue 1               | 28          | 0           | 2               | 0               | 1                 | 0                 | -          | -          | C3                             | 6                              | 0                              | 8       | 0       | 45    | 0     |
| 2008-2009             | Girondins de Bordeaux  | Ligue 1               | 35          | 2           | 1               | 0               | 4                 | 1                 | 1          | 0          | C1+C3                          | 6+2                            | 0+0                            | 1       | 0       | 50    | 3     |
| 2009-2010             | Olympique de Marseille | Ligue 1               | 37          | 4           | 1               | 0               | 4                 | 1                 | -          | -          | C1+C3                          | 5+4                            | 0+0                            | 2       | 0       | 53    | 5     |
| 2010-2011             | Olympique de Marseille | Ligue 1               | 27          | 0           | -               | -               | 4                 | 0                 | 1          | 0          | C1                             | 7                              | 1                              | 3       | 0       | 42    | 1     |
| 2011-2012             | Olympique de Marseille | Ligue 1               | 23          | 1           | 3               | 0               | -                 | -                 | 1          | 0          | C1                             | 8                              | 0                              | 6       | 0       | 41    | 1     |
| 2012-2013             | Olympique de Marseille | Ligue 1               | 11          | 1           | 2               | 0               | -                 | -                 | -          | -          | C3                             | 1                              | 0                              | -       | -       | 14    | 1     |
| 2013-2014             | Olympique de Marseille | Ligue 1               | 20          | 1           | 2               | 1               | -                 | -                 | -          | -          | C1                             | 3                              | 1                              | -       | -       | 25    | 3     |
| 2014-2015             | OGC Nice               | Ligue 1               | 14          | 0           | -               | -               | 1                 | 0                 | -          | -          | -                              | -                              | -                              | -       | -       | 15    | 0     |
| Total sur la carrière | Total sur la carrière  | Total sur la carrière | 406         | 15          | 19              | 1               | 27                | 2                 | 3          | 0          | -                              | 56                             | 3                              | 48      | 0       | 559   | 21    |

## Palmarès

### En club

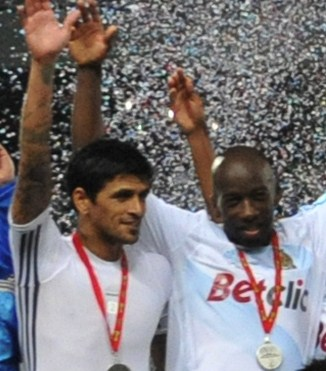
Souleymane Diawara, à droite, lors de sa victoire au Trophée des champions 2011.

Avec le FC Sochaux, il remporte la Coupe de la Ligue 2004 en battant le FC Nantes aux tirs au but.
Avec les Girondins de Bordeaux ensuite, il est champion de France 2009. Il remporte également le Trophée des champions 2008 en battant l'Olympique lyonnais aux tirs au but et la Coupe de la Ligue 2009 en battant largement le Vannes OC 4-0.
Pour terminer c'est à l'Olympique de Marseille qu'il remporte le plus de trophées en étant une nouvelle fois champion de France en 2010 mais également vice-champion à deux reprises lors des saisons 2010-2011 et 2012-2013. Il remporte la Coupe de la Ligue 2010 contre son ancien club des Girondins de Bordeaux et en 2011 contre le Montpellier HSC et les Trophée des champions 2010 aux tirs au but contre le PSG, et 2011 5-4 contre le Lille OSC.

### Distinctions personnelles
Il est membre de l'équipe type de Ligue 1 en 2009 et 2010.

## Anecdotes
Été comme hiver, il porte des gants, par superstition : en janvier 2000, il fait son retour dans l'équipe du Havre après plusieurs mois de banc, à l'occasion d'un match de Coupe de la Ligue contre Marseille. Ne voulant pas enlever ses bagues, il décide de garder les gants qu'il portait à l'échauffement, Le Havre s'impose 4-1 et Diawara, superstitieux, jouera tous ses matches avec des gants.

## Affaires judiciaires
En 2009, il est interpellé et placé en garde à vue pour avoir conduit sans permis, il écope d'une amende de 4 500 euros en 2010 pour ce même délit. Le 17 février 2011, il est arrêté pour excès de vitesse sur le Vieux-Port alors qu'il n'a toujours pas de permis de conduire valide. Son Audi A5 est confisquée.
Le 9 avril 2015, placé en garde à vue à Digne-les-Bains, Souleymane Diawara est écroué à la prison des Baumettes, à Marseille. Il a été interpellé dans le cadre d'une enquête sur une affaire d'escroquerie dont il aurait été victime et pour laquelle il a tenté de se faire justice lui-même. Il a découvert que la Porsche Cayenne qu’il avait achetée pour 50 000 euros, versés en liquide à un garagiste, était en réalité volée. Il a ensuite envoyé quatre personnes afin de récupérer son argent auprès de l’intéressé. Un recouvrement de créance dans ces conditions est interdit en droit français et appelé « extorsion ». Il est incarcéré avec un de ses frères. Trois autres complices sont détenus à Nîmes, et un sixième suspect serait toujours en fuite. Ses avocats successifs contestent vivement l'incarcération préventive, car selon eux il n'y aurait aucune chance que le joueur prenne la fuite au Sénégal. Le 26 mai suivant et après deux demandes de remise en liberté sans succès, il est libéré et placé sous contrôle judiciaire. Le 25 avril 2019, il comparaît pour extorsion avec son frère et quatre complices présumés devant le tribunal correctionnel de Digne-les-Bains. Relaxé de l'accusation de complicité d'extorsion de fonds, il est en revanche condamné pour complicité d'extorsion de véhicule à 270 jours-amende de 40 €.